# Código Comercial de Macau
O Código Comercial de Macau vigente foi aprovado em 1999, culminando um processo de «localização» das leis de Macau feito durante os anos anteriores à transferência de soberania para a República Popular da China ocorrida em 20 de Dezembro de 1999.
O Código Comercial de Macau adopta a noção de empresa comercial como critério de base para a sistematização.
O Código Comercial de Macau de 1999 está dividido em quatro partes. A primeira trata matérias gerais. A segunda inclui a regulamentação das sociedades comerciais. A terceira inclui uma série de contratos especiais de comércio. A quarta trata os títulos de crédito.

## Reforma
O Código sofreu algumas alterações em 2000.
Em Março de 2007, o Gabinete para a Reforma Jurídica de Macau anunciou um conjunto de propostas de alteração.
A Lei n.º 16/2009, de 16 de Agosto, procedeu a várias alterações ao Código.

## Línguas e locais de consulta
O Código está disponível nas duas línguas oficiais de Macau, o português e o chinês. Está também traduzido para inglês, em edição da Imprensa Oficial de Macau.
Publicação:
a) * Código Comercial, Imprensa Oficial de Macau, 2000
b) * Commercial Code, (English unofficial translation), Imprensa Oficial de Macau, 2003, pelo Prof. Jorge Godinho.